# Jason Cooper
Jason Cooper, född den 31 januari 1967 i London i England, är en brittisk musiker mest känd för sin medverkan i bandet The Cure. Han tog över som trummis 1995 efter att Boris Williams hoppat av bandet.

## Fotnoter
1. ↑  Discogs, Discogs artist-ID: 432252, läst: 9 oktober 2017.[källa från Wikidata]